# Tal Wilkenfeld
Tal Wilkenfeld (* 2. prosince 1986 Sydney, Austrálie) je australská baskytaristka. Své první sólové album s názvem Transformation vydala v roce 2007. Tři roky hrála ve skupině Jeffa Becka. Podílela se také na albu The Imagine Project Herbie Hancocka a Jacaranda Trevora Rabina.

## Diskografie

### Sólová alba
- 2007 - Transformation[1]
- 2019 - Love Remains[2]